# 戀愛家庭教師露露美
《戀愛家庭教師露露美》是日本同人團體RIFF*RAFF在2009年8月15日（Comic Market 76）發售的戀愛冒險類型18禁同人遊戲。後來RIFF*RAFF成為Visual Art's公司旗下品牌後更名為riffraff並且在2011年8月26日發售重製版《戀愛家庭教師露露美★Coordinate!》（恋愛家庭教師ルルミ★Coordinate!）。アニゲマ在2013年11月1日發售Android版。

## 故事
在4月初的某天有位自稱是戀愛家庭教師的露露美突然來訪黒川鮎久的家，她的目的是要鮎久能回歸正常生活。她的到來使鮎久的御宅族生活也因此開始有了變化。

## 角色

### 主要角色
黒川鮎久
本作男主角，時常獨自在自己房間上網的御宅族。
東別院露露美（聲優：白井ゆず（同人）、木野原さやか）
生日：1月23日，血型：O型，身高：158cm，三圍：B86（E）/W57/H83
鮎久的戀愛家庭教師。
新瑞橋真菜（聲優：手塚りょうこ）
生日：11月7日，血型：B型，身高：154cm，三圍：B79（C）/W55/H81
穂佳的戀愛家庭教師，將露露美視為競爭對手。
黒川雫（聲優：鈴谷麻耶）
生日：4月12日，血型：A型，身高：149cm，三圍：B71（A）/W52/H78
鮎久的義妹。平常是住在學校宿舍，有空時會回家幫忙。
野並穂佳（聲優：涼森ちさと）
生日：9月15日，血型：O型，身高：166cm，三圍：B95（H）/W58/H86
鮎久在網路認識的網友，和鮎久一樣也是御宅族。
高岳智恵理（聲優：小倉結衣）
生日：2月22日，血型：AB型，身高：160cm，三圍：B82（D）/W56/H82
高岳家的大小姐。

### 其他角色
池下寧寧（聲優：一比未子）
生日：5月27日，血型：A型，身高：155cm，三圍：B80（C）/W56/H81
熱心的店員。
伏見花蓮（聲優：桜城ちか）
生日：12月3日，血型：A型，身高：170cm，三圍：B98（I）/W59/H90
露露美和真菜的上司。
黒川卯月（聲優：水神楓）
生日：4月28日，血型：O型，身高：159cm，三圍：B83（D）/W57/H84
雫的母親，鮎久的義母。
矢田百合子（聲優：民安ともえ）
生日：8月10日，血型：B型，身高：165cm，三圍：B88（E）/W58/H85
高岳家的女僕。

## 工作人員
戀愛家庭教師露露美
- 原畫/角色設計：鈴井ナルミ
- 劇本：にっし～
- 音樂：ALTERNAIT
- 背景：やマン
- 影片：表本裕二
- 演出/監修：ナカガワユウスケ

戀愛家庭教師露露美★Coordinate!
- 原畫/角色設計：鈴井ナルミ
- SD原畫：古川れもん
- 劇本：にっし～、七海ユウリ、春河ミライ、坂本樹利
- 音樂：表本裕二
- 背景：彩玉
- 影片：表本裕二

## 主題歌
戀愛家庭教師露露美
- OP「Kira-Kira Brand-New Days」[16]

作詞: ナカガワユウスケ　作曲/編曲: 表本裕二　歌: 新良エツ子
戀愛家庭教師露露美★Coordinate!
- OP「miracle luminous」[17]

作詞: 八木沼悟志、yuki-ka　作曲/編曲: 川崎海　歌: fripSide（南條愛乃）
- ED「キミといるだけで」

作詞: ナカガワユウスケ、須川忠俊　作曲/編曲: 表本裕二　歌: 新良エツ子

## 外部連結
- 戀愛家庭教師露露美★Coordinate!官方網站 （页面存档备份，存于）（日語）